# Edesbüttel
Edesbüttel ist ein Ortsteil der Gemeinde Calberlah und liegt zwischen Calberlah und Allenbüttel im Landkreis Gifhorn, Niedersachsen.

## Geschichte
Am 1. März 1974 wurde Edesbüttel in die Gemeinde Calberlah eingegliedert.

### Einwohnerentwicklung
| Jahr      | 1910 | 1925 | 1933 | 1939 | 2012 | 2016 | 2020 |
| --------- | ---- | ---- | ---- | ---- | ---- | ---- | ---- |
| Einwohner | 65   | 75   | 83   | 96   | 101  | 113  | 113  |

## Edesbütteler Riede
Die Edesbütteler Riede ist ein rechter Nebenfluss der Hehlenriede. Der Bach entsteht östlich von Wettmershagen durch den Zusammenfluss mehrerer kleiner Bäche und Entwässerungsgräben. Quellen dieser Bäche sind bei Grassel, Klein Brunsrode und Essenrode. Von Wettmershagen fließt der Bach in westlicher Richtung und dükert zwischen Edesbüttel und Calberlah nacheinander den Mittellandkanal und zweimal den Elbe-Seitenkanal. Danach mündet die Edesbütteler Riede in die Hehlenriede.

## Freibad

Freibad in Edesbüttel

Im Dorf gibt es ein Freibad, das am 24. Juni 1977 eröffnet wurde und ein 1936 errichtetes Vorgängerbad ersetzt, das 1973 im Zuge des Baus des Elbeseitenkanals geschlossen wurde. Das Freibad liegt an der Einmündung des Elbeseitenkanals in den Mittellandkanal. Vorhanden sind ein Sprungbecken mit einem 3-Meter-Turm und zwei 1-Meter-Sprungbrettern, ein Schwimmerbecken, ein Nichtschwimmerbecken und ein Planschbecken. Die Becken wurden bis 2013 teilweise durch eine Solaranlage erwärmt. Seit 2015 gibt es eine dauerhafte Heizungsanlage und eine Photovoltaikanlage. Träger ist die Samtgemeinde Isenbüttel. Des Weiteren gibt es einen Förderverein, der sich für die Belange des Freibades und des Dorfes einsetzt. Der Verein feierte 2008 sein 25-jähriges Bestehen. 2016 findet in Edesbüttel erstmals ein Oktoberfest vor dem Freibad statt. 
Das Freibad wird seit  2024 saniert. Die Neueröffnung ist für 2026 geplant.

## Vereine und Verbände
- DLRG
- Dorfverein Edesbüttel